# 나가이 유이치로
나가이 유이치로(일본어: 永井 雄一郎, 1979년 2월 14일 ~ )는 일본의 전 축구 선수이다.

## 구단 경력
1997년 우라와 레드 다이아몬즈에서 데뷔하였으며 독일 분데스리가 2부 리그의 카를스루에 SC에서 잠시 임대생활을 한 뒤 다시 우라와로 복귀하였다. 카를스루에 SC에서는 리그 21경기 출장에 4 골을 기록하였다.
2003년 우라와 레드 다이아몬즈의 상징이던 후쿠다 마사히로의 은퇴 경기 후에 9번을 물려받았다.2004년 8월 21일 도쿄 베르디 1969와의 경기에서 해트트릭을 달성하였고,2007년 1월 1일 천황배 전일본 축구 선수권 대회 결승전에서는 경기의 유일한 골을 넣으며 팀의 대회 2연패를 이끌었다. AFC 챔피언스리그 2007대회에서 3 골을 넣으며 팀의 우승을 이끌었고, 대회 최우수선수로 선정되었다.
2009년 시미즈 에스펄스로 이적하였으나 최악의 부진을 거두고 말았다.
2012년 요코하마 FC로 이적하였다.

## 국가대표팀 경력
1997년과 1999년 FIFA 세계 청소년 축구 선수권 대회에도 출전, 1999년 대회 우승에 기여했다. 
2003년 일본 축구 국가대표팀에 첫 발탁되어 그 해 4월 1일 서울 월드컵 경기장에서의 대한민국 축구 국가대표팀과의 친선경기에서 데뷔전을 치렀다. 그 경기에서 대표팀에서의 첫 골도 기록하였다. 2003년 FIFA 컨페더레이션스컵에도 출전했다. 대표팀에서는 총 4경기에 출전해 1골을 기록하였다.

## 통계
| 일본 | 일본 | 일본 |
| 연도 | 출전 | 득점 |
| ---- | ---- | ---- |
| 2003 | 4    | 1    |
| 통산 | 4    | 1    |

## 수상

### 국가대표팀
- 1999년 FIFA 세계 청소년 축구 선수권 대회 준우승

### 클럽
우라와 레드 다이아몬즈
- AFC 챔피언스리그 2007 우승
- J리그 2006 우승
- 천황배 전일본 축구 선수권 대회 2005, 2006 우승
- 야마자키 나비스코컵 2004 우승
- 후지 제록스 슈퍼컵 2006 우승

### 개인
- AFC 챔피언스리그 2007 최우수 선수